# Đại học Maastricht
Đại học Maastricht (viết tắt UM) là trường đại học công lập ở Maastricht, Hà Lan. Thành lập năm 1976, đây là trường mới thành lập nhất thứ hai ở Hà Lan. Tên gọi khi thành lập là Rijksuniversiteit Limburg sau đó được đổi thành Universiteit Maastricht vào năm 1996. Từ năm 2008 nó mang tên "Maastricht University", mà theo hội đồng quản lý nhà trường muốn nhấn mạnh vào giáo dục trên toàn cầu.
Maastricht University có trên 21.000 sinh viên, 55% là sinh viên ngoại quốc, và trên 4.000 nhân viên. Khoảng một nửa chương trình đại học giảng dạy bằng tiếng Anh, trong khi phần còn lại giảng bằng tiếng Hà Lan. Các chương trình cao học và sau đại học đều bằng tiếng Anh.

## Học sau đại học
Trong bảng xếp hạng gần đây của Trung tâm giáo Hà Lan đại học và phát triển. chương trình đào tạo thạc sĩ khoa học chính trị, thạc sĩ quản lý công và thạc sĩ quản lý hành chính của Đại học Maastricht được xếp hạng trong top cao nhất tại Hà Lan và tại châu Âu. Theo thứ hạng bình chọn trên Tuần báo nổi tiếng DIEZEIT của Hà Lan, Potsdam cũng được đánh giá là điểm đến thú vị nhất để bạn tới học thạc sĩ và tiến sĩ.